# Clásica de Almería 2016
La Clásica de Almería 2016, trentunesima edizione della corsa e valida come evento dell'UCI Europe Tour 2016 categoria 1.1, si è svolta il 14 febbraio 2016 nella provincia di Almería, in Spagna, su un percorso di 21 km, ridotto rispetto al percorso iniziale di 184 km a causa del forte vento.
È stata vinta dall'australiano Leigh Howard, al traguardo con il tempo di 28'29".
Sono stati 76 i ciclisti a portare a termine la gara, su un totale di 111 ciclisti alla partenza.

## Percorso
La corsa dopo la partenza da Almería si sposta verso la località di Las Norias per poi dirigersi al primo GPM di giornata, l'Alto de los Atajuelillos. Dopo questa breve salita la corsa torna in pianura fino alla fase centrale di gara in cui ci sono alcune piccole salite valide come GPM. L'ultima asperità è quella di Alto de Cuesta de Almerimar posta però a 32 chilometri dalla conclusione permettendo così eventualmente ai velocisti che perdono contatto di poter rientrare. Dopo il GPM la strada è infatti completamente pianeggiante con il gruppo che passerà sulla linea del traguardo per due volte prima di quello decisivo che assegnerà la vittoria.
Il forte vento ha costretto gli organizzatori a ridurre in maniera considerevole la corsa spagnola. Dai 184 km iniziali la Clásica de Almería 2016 si è trasformata in una passerella di sei giri del circuito di Roquetas per un totale di 21 km.

## Squadre e corridori partecipanti
| N.    | Cod. | Squadra                    |
| ----- | ---- | -------------------------- |
| 1-7   | MOV  | Movistar Team              |
| 11-17 | COF  | Cofidis, Solutions Crédits |
| 21-27 | CJR  | Caja Rural-Seguros RGA     |
| 31-37 | CCC  | CCC Sprandi Polkowice      |
| 41-47 | KAT  | Team Katusha               |
| 51-57 | BMC  | BMC Racing Team            |
| 61-67 | VAT  | Verva ActiveJet            |
| 71-77 | ROP  | Roompot Oranje Peloton     |

| N.      | Cod. | Squadra                       |
| ------- | ---- | ----------------------------- |
| 81-87   | FSC  | Funvic Soul Cycles-Carrefour  |
| 91-97   | DEN  | Direct Énergie                |
| 101-107 | AST  | Astana Pro Team               |
| 111-117 | IAM  | IAM Cycling                   |
| 121-127 | BUR  | Burgos BH                     |
| 131-137 | TSV  | Topsport Vlaanderen-Baloise   |
| 141-147 | EUS  | Euskadi Basque Country-Murias |
| 151-157 | GAZ  | Gazprom-RusVelo               |

## Ordine d'arrivo (Top 10)
| Pos. | Corridore           | Squadra     | Tempo  |
| ---- | ------------------- | ----------- | ------ |
| 1    | Leigh Howard        | IAM Cycling | 28'29" |
| 2    | Aleksej Catevič     | Katusha     | s.t.   |
| 3    | Aleksejs Saramotins | IAM Cycling | s.t.   |
| 4    | Bryan Coquard       | Direct É.   | a 5"   |
| 5    | Nacer Bouhanni      | Cofidis     | s.t.   |
| 6    | Raymond Kreder      | Roompot     | s.t.   |
| 7    | Paweł Franczak      | Verva       | s.t.   |
| 8    | Roman Maikin        | Gazprom     | a 8"   |
| 9    | Eryk Latoń          | CCC Sprandi | s.t.   |
| 10   | José Joaquín Rojas  | Movistar    | a 11"  |